# The Man in the White Suit
The Man in the White Suit is een Britse zwart-witte komische sciencefictionfilm uit 1951 van de Ealing Studios. De regie werd gevoerd door Alexander Mackendrick; met Alec Guinness in de hoofdrol. 
Het is een typisch Ealing-product, met een karakteristiek Ealing-thema: dat van de kleine man die probeert niet fijngemalen te worden door het establishment, en met onderkoelde Britse humor. 

## Verhaal
De geniale scheikundige Sidney Stratton vindt een onverslijtbare en vuilafstotende synthetische vezel uit. Zijn uitvinding zet de textielindustrie op zijn kop en wordt niet door iedereen geapprecieerd.

## Rolverdeling
| Acteur                 | Personage        |
| ---------------------- | ---------------- |
| Alec Guinness          | Sidney Stratton  |
| Joan Greenwood         | Daphne Birnley   |
| Cecil Parker           | Alan Birnley     |
| Michael Gough          | Michael Corland  |
| Ernest Thesiger        | John Kierlaw     |
| Howard Marion-Crawford | Cranford         |
| Henry Mollison         | Hoskins          |
| Vida Hope              | Bertha           |
| Patric Doonan          | Frank            |
| Duncan Lamont          | Harry            |
| Harold Goodwin         | Wilkins          |
| Colin Gordon           | Hill             |
| Joan Harben            | Juffrouw Johnson |
| Arthur Howard          | Roberts          |
| Roddy Hughes           | Green            |

## Overig
De film werd genomineerd voor een Oscar, maar won deze niet. Wel komt de film voor in lijstjes van "Beste Britse film" ooit.